# 종교 시온주의당
종교 시온주의당(히브리어: הציונות הדתית)은 이스라엘의 극우파 정당으로, 종교 시온주의 및 국수주의 성향으로 여겨진다. 2021년까지 트쿠마(히브리어: תקומה)라는 이름으로 알려져 있었다. 1999년 창당 이래로 매 선거에서는 타 정파(국가통일당, 유대인의 집, 우익 정당 연합, 야미나)에 참여하여 통합 명부의 일부로 선거에 출마해왔다. 2021년 변경된 당명 하에 노암 및 오츠마 예후디트가 참여하여 통합 명부로 총선에 참여했다. 2023년 유대인의 집과 합당을 선언하였다.

## 같이 보기
- 종교 시온주의
- 정통파 (유대교)
- 구시 에무님